# Łasica malajska
Łasica malajska (Mustela nudipes) - gatunek ssaka drapieżnego z rodziny łasicowatych (Mustelidae). Zamieszkuje Brunei, Indonezję, Malezję i Tajlandię. W Czerwonej Księdze IUCN oznaczono go jako gatunek najmniejszej troski.
Umaszczenie czerwono-brązowe do szaro-białego, głowa wyraźnie jaśniejsza od reszty ciała. Długość 30-36cm, ogon 24-26cm.